# Padang Manis (Manna)
Padang Manis is een bestuurslaag in het regentschap Bengkulu Selatan van de provincie Bengkulu, Indonesië. Padang Manis telt 497 inwoners (volkstelling 2010).